# Ligue française contre la sclérose en plaques
La Ligue française contre la sclérose en plaques (LFSEP), reconnue d'utilité publique depuis 1997, soutient les patients dans leur combat contre la maladie et la recherche scientifique. Elle représente également la France à l'international en tant que membre votant dans les deux organisations internationales de la SEP.

## Présentation
La Ligue française contre la sclérose en plaques est une association loi de 1901 reconnue d'utilité publique depuis 1997. Sous la présidence actuelle du docteur Olivier Heinzlef, chef du service de neurologie du centre hospitalier intercommunal de Poissy-Saint-Germain-en-Laye, l'association favorise l'aide morale et matérielle aux patients et à leur famille, soutient la recherche sur la sclérose en plaques, informe les personnes atteintes, les médecins, le grand public, et représente les patients français auprès des institutions internationales de lutte contre la SEP.

### Origine
La Ligue française a été fondée le 26 décembre 1986 par le professeur René Marteau, neurologue spécialiste de la sclérose en plaques. La ligue succédait alors au Comité national de la sclérose en plaques créé par André Trannoy en 1965, président-fondateur de l'Association des paralysés de France, à la demande du ministère de la Santé de l'époque.
Le Comité national n'ayant pas de structure juridique, la Ligue a été créée pour y remédier et entrer ainsi dans le cadre des associations bénéficiant de la loi de 1901.
Le fondateur de la Ligue, le professeur René Marteau, en a été le président jusqu'à sa mort en décembre 2011, soit pendant 25 années. Neurologue renommé, il a consacré sa vie à la neurologie et en particulier à la sclérose en plaques. Il a reçu de nombreuses distinctions dont celle de chevalier de la Légion d'honneur.
Le 21 janvier 1997, la Ligue a obtenu la reconnaissance d'utilité publique.

### Mission
La Ligue française contre la sclérose en plaques a pour objectif de soutenir toutes les actions en faveur de la lutte contre la sclérose en plaques.

#### Des actions directes auprès des patients
Pour aider les patients et leur entourage au quotidien, la Ligue agit à travers l'action locale de ses correspondants et de ses associations adhérentes. Des groupes de parole et ateliers mémoire sont ainsi organisés à Paris et en région.
Elle met également à la disposition des patients et des aidants une ligne « Écoute SEP ».
Enfin, elle est également relais d'information via ses supports de communication : site internet, page Facebook, magazine trimestrielle Le Courrier de la sclérose en plaques.

#### Un soutien historique de la recherche scientifique
Depuis son origine, le comité médical et scientifique de la Ligue sélectionne, chaque année, trois à quatre projets de recherche clinique, que la Ligue finance pour mieux appréhender la pathologie au quotidien. En 2013, l'appel d'offres portait sur les symptômes de la SEP.

#### Des actions de sensibilisation
La Ligue participe à des actions de sensibilisation, permettant une meilleure prise de conscience de la SEP par le grand public, parmi lesquelles la Journée mondiale contre la SEP, SEP en scène, la Maison de la SEP, ainsi qu'à de nombreux salons et forums régionaux. Elle s'appuie également sur des compétitions sportives (ex. : Challenge de golf Georges Mauduit, 3 Vallées Enduro, etc.), des exploits individuels (ex. : saut de Marc Kopp au-dessus de l'Everest) et des exploits collectifs (ex. : Défi spéléo,,,,, réalisé avec l'université de Lorraine, l'UFR STAPS de Nancy, l'IFSI de Laxou, l'Union spéléologique de l'agglomération nancéienne et le soutien matériel de l'antenne de Lorraine de l'association Handi cap évasion) de patients atteints de SEP.

### Une implication à l'international
La Ligue française contre la sclérose en plaques est également membre votant dans deux organisations internationales de la SEP. Certains de ses membres siègent dans les instances de direction de ces organismes internationaux.

#### La Plateforme européenne de la sclérose en plaques (EMSP)[11]
Fondée en 1989, elle fédère 39 associations provenant de 34 pays européens. Son but est de procurer aux malades atteints de sclérose en plaques des soins équitables et de haute qualité.

#### La Fédération internationale de la sclérose en plaques (MSIF)[13]
Elle fédère 44 organisations du monde entier et organise notamment tous les ans la journée mondiale contre la sclérose en plaques.

### Organisation
Elle est régie par un conseil d'administration composé de seize membres, élus et nommés, répartis au sein de trois collèges :
- quatre membres du collège des personnes physiques (patients, sympathisants) ;
- quatre membres du collège médical et scientifique ;
- huit membres du collège des associations.

Elle possède aussi un comité médical et scientifique constitué de seize chercheurs, en grande partie cliniciens.
Le comité de rédaction de la Ligue, chargé d'élaborer des articles de fond sur la SEP pour le Courrier de la SEP ou pour le site internet, est composé de neurologues faisant pour la plupart partie du collège médical et scientifique.
Depuis le décès de son fondateur, le professeur René Marteau, en décembre 2011, la Ligue française est présidée par le docteur Olivier Heinzlef, chef du service de neurologie du centre hospitalier intercommunal de Poissy-Saint-Germain-en-Laye.
L'équipe permanente est constituée actuellement de quatre personnes. La Ligue fonctionne également avec des correspondants bénévoles en régions et fédère treize associations de patients.

## Impact sociétal de la sclérose en plaques[15]
En France, on recense entre 60 000 et 100 000 cas. La maladie débute en moyenne vers l'âge de 29-30 ans. Le ratio hommes-femmes se situe entre 2,1 et 2,5.
Malgré une relative méconnaissance du grand public vis-à-vis de cette pathologie, le tissu associatif consacré à cette maladie est très important. Outre la Ligue, les principales associations impliquées dans la sclérose en plaques sont : 
- l'APF France Handicap ;
- l'Association française des sclérosés en plaques (AFSEP) ;
- la Fondation ARSEP pour la recherche sur la sclérose en plaques (ARSEP) ;
- l'Union pour la lutte contre la sclérose en plaques (UNISEP).

Par ailleurs, des réseaux de soins SEP, structures associatives fédérant les différents professionnels impliqués dans la prise en charge de la SEP, ont été créés dans l'objectif de faciliter la prise en charge des patients atteints par cette pathologie. Il en existe 17 en France (Alsace, Aquitaine, Auvergne, Centre, Basse-Normandie, Bourgogne, Bretagne, Franche-Comté, Haute Normandie, Île-de-France ouest, Île-de-France, Lorraine, Midi-Pyrénées, Nord-Picardie, Provence-Alpes-Côtes-d'Azur, Rhône-Alpes).

## La sclérose en plaques: une pathologie complexe
La sclérose en plaques est une maladie inflammatoire du cerveau et de la moelle épinière. C'est une maladie chronique, évolutive, pouvant entraîner de nombreux symptômes (visuels, moteurs, sensitifs, urinaires, cognitifs, etc.). Elle est imprévisible dans sa progression et est relativement peu connue du grand public.
Malgré les récentes avancées thérapeutiques, il n'existe pas actuellement de traitement permettant de guérir de la sclérose en plaques, qui demeure la première cause de handicap non traumatique chez le jeune sujet en France.